# Giorgia Lo Bue
Giorgia Lo Bue, née le 20 février 1994, est une rameuse légère italienne. Elle est en compétition avec sa sœur Serena dans l'épreuve de la paire légère et aux championnats du monde d'aviron 2018 à Plovdiv, en Bulgarie, elles sont devenues championnes du monde,.